# Victoriano de Encima Piedra
Victoriano de Encima Piedra (Cadis, 29 de març de 1766 - 1 d'agost de 1842) va ser un polític espanyol, ministre durant els darrers anys del regnat de Ferran VII d'Espanya. Va desenvolupar bona part de la seva labor en Andalusia, i més concretament a Cadis, on va estar actiu fins passada la Guerra del francès en diferents destinacions públiques relacionats amb les activitats comercials gaditanes, especialment cap a les colònies espanyoles a Amèrica i Àsia. Va ser director de la Reial Caixa d'Amortitzacions i membre de les juntes de comerç amb les Índies i amb Filipines. Amb la mort de Ferran VII i el establecimeinto d'un règim liberal en la minoria d'edat d'Isabel II, va ser nomenat secretari del despatx d'Hisenda, càrrec que va compatibilitzar un temps amb el de despatx de Foment (1832-1833).